# Роуз Боул
«Ро́уз Бо́ул» (англ. Rose Bowl, досл.: «Розовая чаша») — мультиспортивный стадион, расположенный в городе Пасадина (округ Лос-Анджелес, штат Калифорния, США). На стадионе проводят матчи команда Калифорнийского университета по американскому футболу УКЛА Брюинз, а также в каждый Новогодний день проходит матч «Роуз Боул». На стадионе проходили соревнования летних Олимпийских игр 1932 и 1984 годов. Также стадион принимал 2 футбольных чемпионата мира: в 1994—у мужчин (на стадионе проходили матчи сборной США, игры 1/8 финала, полуфинал, встреча за третье место и финал), а в 1999 — у женщин (на стадионе прошли несколько матчей, включая Финал женского чемпионата мира по футболу 1999).
«Роуз Боул» пять раз принимал матчи «Супербоула»: 1977 («Супербоул XI»), 1980 («Супербоул XIV»), 1983 («Супербоул XVII»), 1987 («Супербоул XXI») и 1993 («Супербоул XXVII»). Это один из двух стадионов, которые принимали «Супербоул», не имея своей команды. Также, стадион с 1999 по 2014 года был одним из 4 стадионов, принимавшим финал турнира по американскому футболу в NCAA. Чемпионат по университетскому американскому футболу представлен 4 боул-играми: Роуз Боулом (Rose Bowl), Оранж Боулом (Orange Bowl), Фиеста Боулом (Fiesta Bowl) и Шугар Боулом (Sugar Bowl).

Также, одним из известных событий, происходившем на стадионе, является концерт британской группы Depeche Mode 18 июня 1988 года, отыгравшей свой 101-й и заключительный концерт тура «Music for the Masses Tour» на этом стадионе, когда его посетили около 80тыс. человек. Концерт был записан и издан фильмом «101».

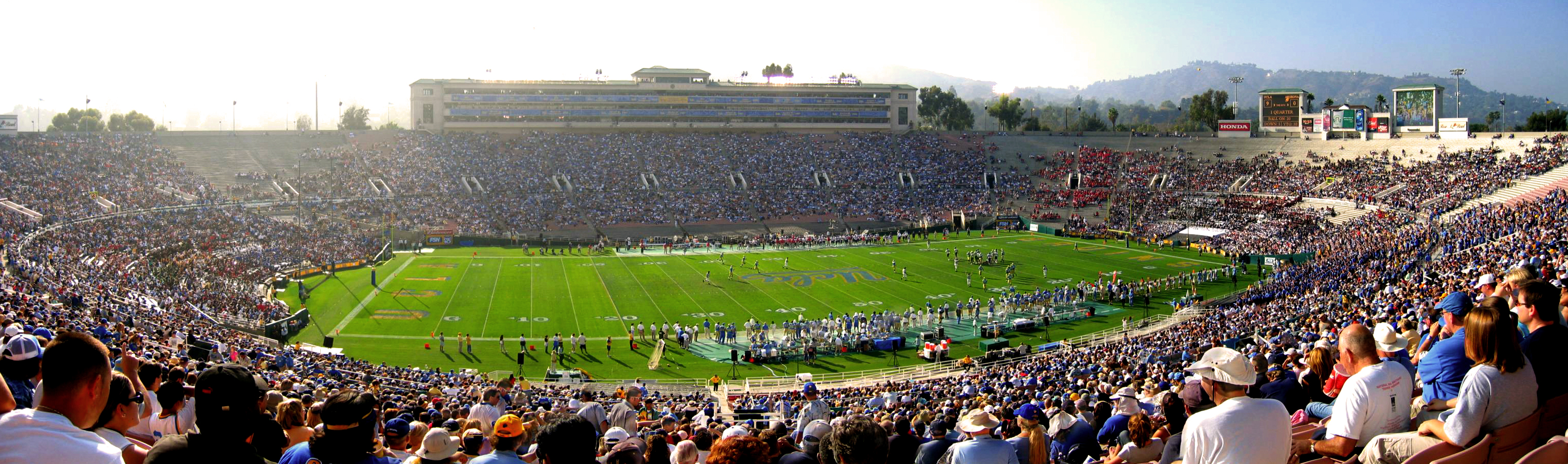
Панорама стадиона

### Сноски
1. ↑  Во время игр команды Калифорнийского университета в Лос-Анджелесе по американскому футболу УКЛА Брюинз.
2. ↑  Во время ежегодных игр «Роуз Боул».
3. ↑  Рекорд вместимости стадиона зафиксирован на игре «Роуз Бола» 1973 года.